# Халід бін Ахмед Аль Халіфа
Халід бін Ахмед Аль Халіфа (араб. خالد بن أحمد بن محمد آل خليفة) (24 квітня 1960) — бахрейнський дипломат, який обіймав посаду міністра закордонних справ Бахрейну з 2005 року до січня 2020 року.

## Життєпис
Народився 24 квітня 1960 року. У 1984 році він отримав ступінь бакалавра історії та політичних наук в Університеті Св. Едуарда в Остіні, штат Техас.
На дипломатичній роботі в Міністерстві закордонних справ Бахрейну в ранзі третього секретаря з 1 березня 1985 року. З серпня 1985 року по листопад 1994 року він працював у посольстві Бахрейну у Вашингтоні, округ Колумбія, де відповідав за політику, Конгрес і ЗМІ. З червня 1995 р. по серпень 2000 р. працював головним зв'язковим апарату віце-прем'єр-міністра, міністра закордонних справ; відповідальний за делімітацію моря та територіальний спір між Бахрейном і Катаром, на додаток до інших завдань. У серпні 2000 року він обійняв посаду директора зі зв'язків з громадськістю та інформації при дворі спадкоємного принца.
Він був послом у Сполученому Королівстві з 2001 по 2005 рік і був призначений міністром закордонних справ після перестановки в кабінеті у вересні 2005 року.
У травні 2018 року він висловив свою підтримку ізраїльських авіаударів у Сирії проти іранських цілей, сказавши, що «це право будь-якої країни в регіоні, включаючи Ізраїль, захищати себе, знищуючи джерела небезпеки».
14 лютого 2019 року Халід бін Ахмед заявив, що ізраїльтяни та палестинці були б ближче до мирної угоди, якби не злісна поведінка Ірану.
Під час економічної конференції в Манамі 25-26 червня, організованої Джаредом Кушнером для залучення інвесторів на палестинські території, Халід сказав ізраїльському каналу 13:
«Історично Ізраїль є частиною спадщини всього цього регіону, тому єврейський народ має місце серед нього».